# Lucrinus
Lucrinus putus és una espècie d'aranya araneomorfa de la subfamília Erigoninae, dins de la  família Linyphiidae.
És l'únic membre del gènere monotípic Lucrinus.
Fou descrit per primera vegada per Octavius Pickard-Cambridge l'any 1904,
És un endemisme de Sud-àfrica.